# Maggia, Ticino
Maggia är en ort och kommun  i distriktet Vallemaggia i kantonen Ticino, Schweiz. Kommunen har 2 688 invånare (2023).
Den nuvarande kommunen Maggia bildades den 4 april 2004 genom en sammanslagning av kommunerna Aurigeno, Coglio, Giumaglio, Lodano, Maggia, Moghegno och Someo.
Den tidigare kommunen Maggia hade 802 invånare (2003) och dess yta var 23,88 km².